# لينو أوفييدو
لينو أوفييدو (بالإسبانية: Lino César Oviedo Silva)‏ هو سياسي باراغواياني، ولد في 23 سبتمبر 1943 في باراغواي، وتوفي في 2 فبراير 2013 ببريزيدنت هايز في باراغواي. حزبياً، نشط في National Union of Ethical Citizens ‏ وحزب كولورادو.